# Монтгомери (Пенсилванија)
Монтгомери (енгл. Montgomery) град је у америчкој савезној држави Пенсилванија.

## Демографија
По попису из 2010. године број становника је 1.579, што је 116 (-6,8%) становника мање него 2000. године.
| Група             | 2000.         | 2010.         |
| Белци             | 1.649 (97,3%) | 1.497 (94,8%) |
| Афроамериканци    | 9 (0,5%)      | 19 (1,2%)     |
| Азијати           | 6 (0,4%)      | 2 (0,1%)      |
| Хиспаноамериканци | 19 (1,1%)     | 33 (2,1%)     |
| Укупно            | 1.695         | 1.579         |